# Национальный архив Австралии
Национальный архив Австралии — государственный орган, который собирает, сохраняет и поддерживает доступ к важным правительству и народу Австралии документам. Архив описывается как память нации, его коллекция из 40 миллионов предметов прослеживает события и решения, которые сформировали народ и жизнь австралийцев. Посетители архива могут ознакомиться с коллекцией онлайн или лично. Кроме документов, в архиве хранятся такие технические предметы такие как аппараты звукозаписи, радиоприёмники и телевизоры.
Действующий на основе Закона об архивах от 1983 года, Национальный архив подотчётен его министру и Генеральному прокурору. Как и все государственные учреждения, он несет ответственность перед австралийским народом. 
В соответствии с законом, Национальный архив имеет две основные функции:
- собрать и сохранить самые ценные записи правительства Австралии и поощрять их использование общественностью;
- обеспечивать информационную поддержку государственных органов Содружества, особенно в решении проблем цифрового века.

В дополнении к обслуживанию своих фондов, Национальный архив организует туристические выставки, издаёт книги и руководства для создания и поддержки национальных образовательных программ.

## История
После Первой мировой войны Национальная библиотека Содружества (позже Национальная библиотека Австралии) отвечала за сбор австралийских правительственных документов. Первый руководитель архива был назначен в 1944 году. В марте 1961 года Архивное Бюро Содружества было формально отделено от Национальной библиотеки Австралии и в 1975 году переименовано в Австралийский архив.
Закон об архивах (1983), вступивший в силу 6 июня 1984 года, впервые дал законодательную защиту правительственным документам Содружества, которые хранятся в архивах Австралии. Австралийский архив получил статус Национального архива Австралии в феврале 1998 года.

## Коллекция
Коллекция Национального архива Австралии в 40 миллионов единиц охватывает записи, имеющие отношение к правительству Австралии, в том числе Федерации, генерал-губернаторов, премьер-министров, и кабинета министров.
Наиболее популярными у публики являются служба обороны и иммиграционные записи, которые часто содержат ценную семейную историю. Важной задачей Архива является оцифровка документов для последующего хранения и последующего доступа. Однако бумажные оригиналы также сохраняются, чтобы гарантировать их аутентичность.
Архивные хранилища не являются открытыми для общественности, но их элементы могут быть запрошены для оцифровки или для просмотра в читальных залах. Большинство записей в течение 26 лет (постепенно снижается до 20 лет) выпускаются для публичного доступа по запросу. Однако некоторая часть информации закрыта для доступа. Эти исключения могут включать в себя документы, касающиеся обороны, безопасности и конфиденциальной личной информации.
Архивы правительства имеют более длительный период закрытого доступа, он постепенно уменьшается от 50 лет до 30 лет с 2021 года. Доступ к информации, чувствительной для культуры австралийских аборигенов, также может быть ограничен.

## Известные коллекции
Есть несколько известных коллекций, собранных Национальным архивом Австралии. Они включают:
- учредительные документы, в том числе указание Королевской комиссии, Закон о Конституции и другие записи, относящиеся к созданию из шести федеративных колоний Федеративного Содружества Австралии на 1 января 1901;
- записи времён Первой и Второй мировых войн. Некоторые из 376.000 документов для мужчин и женщин, которые служили в Первой мировой войне были оцифрованы и доступны в Интернете на веб-сайте «Обретение Anzacs»;
- рисунки Гриффина — (Уолтер Берли Гриффин и Мэрион Махони Гриффин победили в конкурсе разработчиков дизайна федеральной столицы Австралии);
- Фотографии Милделхолла (стеклянные пластинки, полученные правительственным фотографом Джеком Милденхоллом — 7700 изображений Канберры в течение 1920-х и 1930-х годов);
- более 34.000 иммиграционных фотографий;
- авторские права, патенты и зарегистрированные товарные знаки, показывающие австралийское творчество и изобретательность.

## Размещение
Национальное бюро Архива находится в Канберре. В 1998 году читальный зал Канберры, галереи и общественные места национальных архивов перенесены в охраняемое здание Восточного блока в Парламентском треугольнике. Здание, один из оригинальных офисов национальной столицы, было построено в 1926 году рядом со зданием Временного парламента. На протяжении многих лет в Восточном блоке были размещены различные государственные ведомства, он служил в качестве первого почтового отделения и телефонной станции в Канберре.
Читальные залы, хранилища и офисы Национального архива также расположены в каждой столице штата и в Дарвине. В новом здании архива общей площадью 17 000 м2 работают 404 сотрудника.

## Система австралийской серии (CRS)
Система австралийской серии (также известная как Commonwealth Record Series (CRS)) система, используемая для организации и описания записей, проводимых в Национальном архиве Австралии. Она была разработана в 1960-е годы, и основана на идее Питера Скотта, сотрудника Национального архива. В рамках системы CRS, учреждения (государственные ведомства и органы власти) создают ряды (группы связанных записей, созданные агентством), которые состоят из элементов (записи любого вида). В настоящий момент, цифровая информация сохраняется на кластерах жёстких дисков, ёмкость одного кластера составляет 10 терабайт.

## Руководители архива
- 1944-1968 — Ян Маклин, главный архивист
- 1968-1970 — Кит Пенни, главный архивист
- 1970-1971 — Кит Пирсон, директор Архивного Бюро Содружества
- 1971-1975 — Джон Даннер, директор Архивного Бюро Содружества
- 1975-1984 — Роберт Нил, генеральный директор австралийского Архива
- 1984-1989 — Брайан Кокс, генеральный директор австралийского Архива
- 1990-2000 — Джордж Николс, генеральный директор австралийского Архива / Национального архива Австралии
- 2000-2003 — Анн-Мари Швиртлич (Schwirtlich), исполняющий обязанности генерального директора Национального архива Австралии
- 2003-2011 — Росс Гиббс, генеральный директор Национального архива Австралии
- 2011-январь 2012 — Стефан Эллис, генеральный директор Национального архива Австралии
- c 2012 — Дэвид Фрикер, генеральный директор Национального архива Австралии